# Williers
Pour l’article ayant un titre homophone, voir Villiers.
Williers est une commune française située dans le département des Ardennes, en région Grand Est.

## Géographie
|        |          | Florenville Belgique |
| Mogues | Williers |                      |
|        |          | Puilly-et-Charbeaux  |

Williers, village assez isolé, situé aux confins du canton de Carignan, a été construit sur un éperon barré. Le ruisseau du fond de Nanty forme la frontière avec la Belgique.

### Hydrographie
La commune est dans le bassin versant de la Meuse au sein du bassin Rhin-Meuse. Elle est drainée par le ruisseau la Marche, le ruisseau la Culee et le ruisseau des Fourchettes,.
Le ruisseau la Marche, d'une longueur de 16 en France km, prend sa source dans la commune  et se jette  dans la Chiers à Margut, après avoir traversé sept communes. 

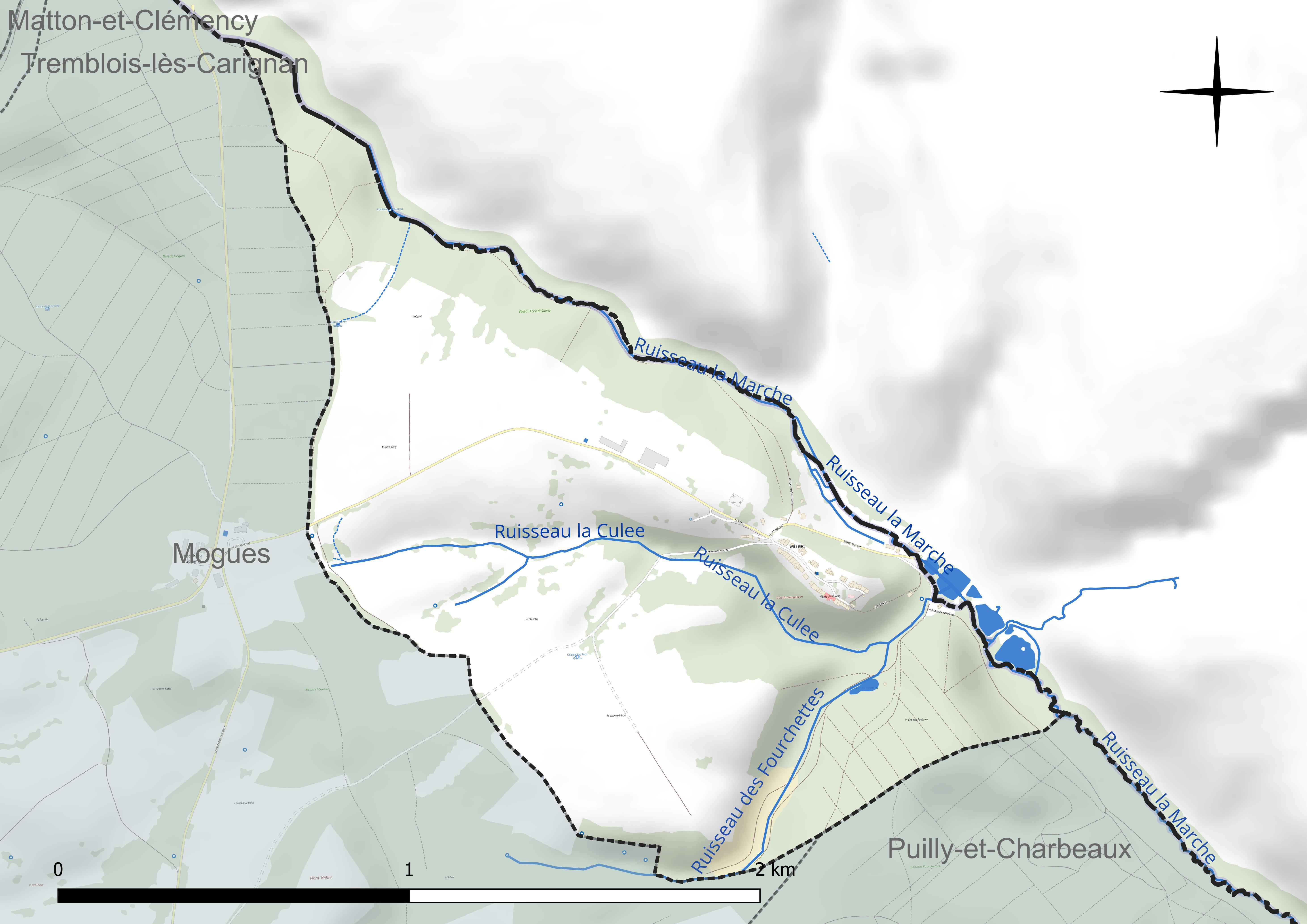
Réseau hydrographique de Williers.

### Climat
Pour des articles plus généraux, voir Climat du Grand Est et Climat des Ardennes.
En 2010, le climat de la commune est de type climat de montagne, selon une étude du Centre national de la recherche scientifique s'appuyant sur une série de données couvrant la période 1971-2000. En 2020, Météo-France publie une typologie des climats de la France métropolitaine dans laquelle la commune est dans une zone de transition entre le climat océanique altéré et le climat océanique altéré et est dans la région climatique  Lorraine, plateau de Langres, Morvan, caractérisée par un hiver rude (1,5 °C), des vents modérés et des brouillards fréquents en automne et hiver. 
Pour la période 1971-2000, la température annuelle moyenne est de 9,4 °C, avec une amplitude thermique annuelle de 15,5 °C. Le cumul annuel moyen de précipitations est de 981 mm, avec 13,8 jours de précipitations en janvier et 9,8 jours en juillet. Pour la période 1991-2020, la température moyenne annuelle observée sur la station météorologique de Météo-France la plus proche, « Linay », sur la commune de Linay à 8 km à vol d'oiseau, est de 10,4 °C et le cumul annuel moyen de précipitations est de 969,0 mm. 
La température maximale relevée sur cette station est de 42 °C, atteinte le 25 juillet 2019 ; la température minimale est de −24 °C, atteinte le 9 janvier 1985,,. 
Les paramètres climatiques de la commune ont été estimés pour le milieu du siècle (2041-2070) selon différents scénarios d'émission de gaz à effet de serre à partir des nouvelles projections climatiques de référence DRIAS-2020. Ils sont consultables sur un site dédié publié par Météo-France en novembre 2022.

## Urbanisme

### Typologie
Au 1er janvier 2024, Williers est catégorisée commune rurale à habitat très dispersé, selon la nouvelle grille communale de densité à 7 niveaux définie par l'Insee en 2022.
Elle est située hors unité urbaine et hors attraction des villes,.

### Occupation des sols
L'occupation des sols de la commune, telle qu'elle ressort de la base de données européenne d’occupation biophysique des sols Corine Land Cover (CLC), est marquée par l'importance des territoires agricoles (59,4 % en 2018), une proportion identique à celle de 1990 (59,4 %). La répartition détaillée en 2018 est la suivante : prairies (44,2 %), forêts (40,6 %), terres arables (15,2 %). L'évolution de l’occupation des sols de la commune et de ses infrastructures peut être observée sur les différentes représentations cartographiques du territoire : la carte de Cassini (XVIIIe siècle), la carte d'état-major (1820-1866) et les cartes ou photos aériennes de l'IGN pour la période actuelle (1950 à aujourd'hui).

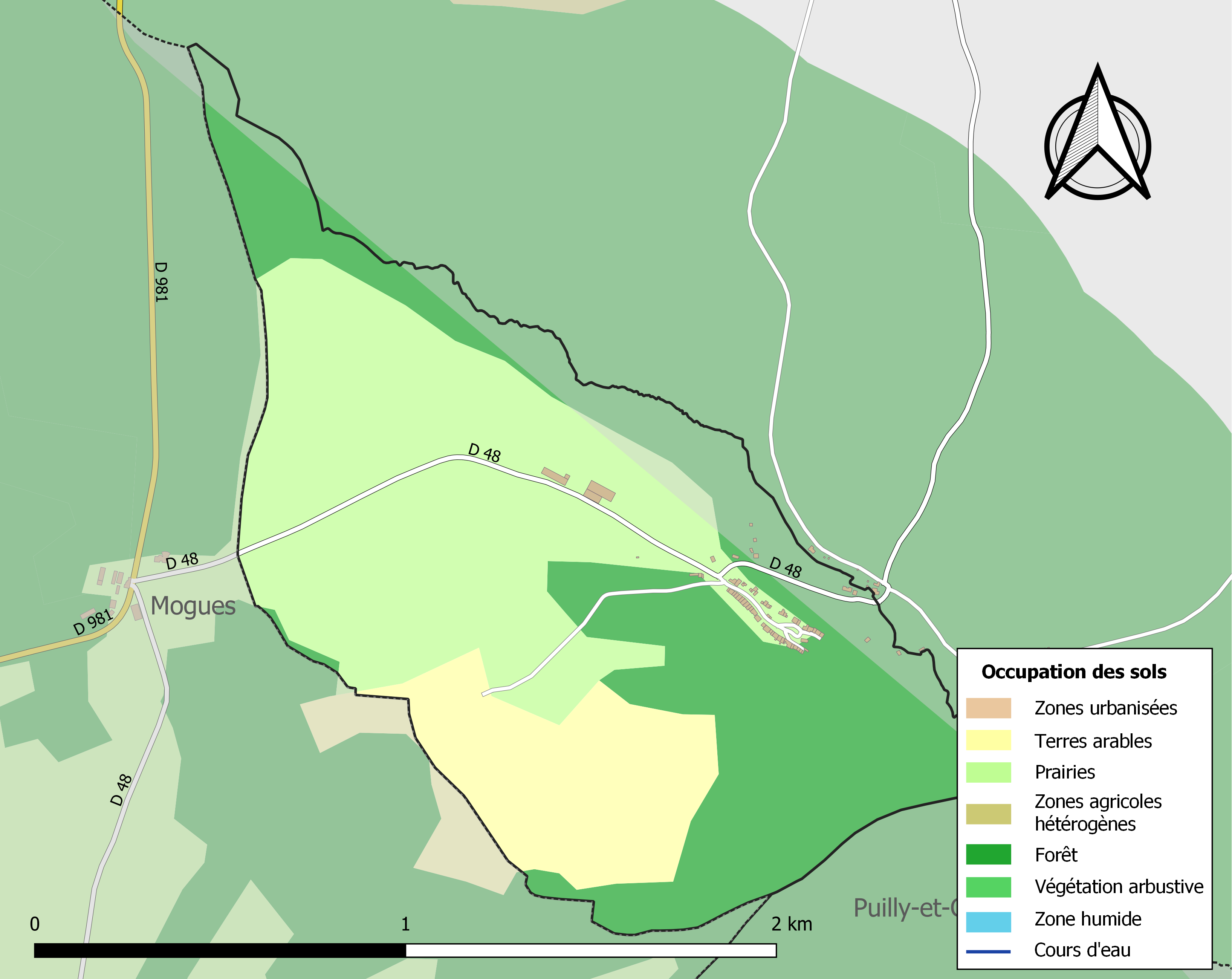
Carte des infrastructures et de l'occupation des sols de la commune en 2018 (CLC).

## Toponymie
Ce toponyme se retrouve dans les Archives vaticanes en l'an 788 sous le nom latin Parrochia Villa germanicii. Cela nous laisse envisager l'existence d'une villa gallo-romaine en ce lieu.
Willers est un appellatif toponymique français et un patronyme qui procède généralement du gallo-roman villare, dérivé lui-même du gallo-roman villa « grand domaine rural », issu du latin villa rustica. Il est apparenté aux types toponymiques Villars, Viller, Villiers, Weiler et Willer.

## Histoire
Le nom de la localité n’apparait qu’à la fin du Moyen Âge. Mais le hameau campé sur une crête que gravit la voie romaine qui reliaient Trèves et Reims, les capitales des deux provinces de la Gaule belgique, devait selon l’archéologue belge Joseph Mertens qui a fouillé systématiquement le relais romain de Chameleux situé en Belgique et en contrebas, avoir été au Bas-Empire un site stratégique de premier ordre. À l’entrée du village, les vestiges d’un mur épais devant lequel passait la voie formaient un éperon barré caractéristique. De très nombreuses pièces romaines, principalement du IIIe siècle, furent trouvées sur le site. Récemment, on a trouvé un solidus d'or de Constantin II monté en médaille. L'histoire de Williers au Moyen Âge est mal connue. Au XVIe siècle, le village a été ruiné par les guerres et Williers « nouvelle ville » ne compte que trois feux ou familles en 1531. À cette époque, les habitants n'ont pas d'église et doivent se rendre à Mogues. Une nouvelle église est construite en 1628. Pendant la guerre de Trente Ans, le site est transformé en fort et les Français s'en emparent en 1641. Le fort et le village sont rasés et Williers est désert au dénombrement de 1656. Trois ans plus tard, Williers devient français avec le reste de la prévôté d'Yvois. En 1753, le curé Pierre-François Thiedericq est accusé d'ivrognerie et de concubinage et l'archevêque de Trèves lui interdit d'exercer son ministère. Peu avant 1940, une maison forte est construite à Williers. Ses restes ont été intégrés dans un chalet.
Lors de la Seconde Guerre mondiale, au cours de la bataille de France, Williers est prise le 12 mai 1940 par les Allemands de la 36. Infanterie-Division.

## Politique et administration
| Période                                  | Période  | Identité               | Étiquette | Qualité        |
| ---------------------------------------- | -------- | ---------------------- | --------- | -------------- |
| mars 1977                                | mai 2020 | Rémi Richard           |           | Commerçant     |
| mai 2020                                 | en cours | Marie-Françoise Collin |           | Ancienne cadre |
| Les données manquantes sont à compléter. |          |                        |           |                |

## Démographie
L'évolution du nombre d'habitants est connue à travers les recensements de la population effectués dans la commune depuis 1793. Pour les communes de moins de 10 000 habitants, une enquête de recensement portant sur toute la population est réalisée tous les cinq ans, les populations de référence des années intermédiaires étant quant à elles estimées par interpolation ou extrapolation. Pour la commune, le premier recensement exhaustif entrant dans le cadre du nouveau dispositif a été réalisé en 2006.

En 2022, la commune comptait 40 habitants, en évolution de −4,76 % par rapport à 2016 (Ardennes : −2,97 %, France hors Mayotte : +2,11 %).
| 1793 | 1800 | 1806 | 1821 | 1831 | 1836 | 1841 | 1846 | 1851 |
| ---- | ---- | ---- | ---- | ---- | ---- | ---- | ---- | ---- |
| 183  | 135  | 166  | 213  | 176  | 234  | 244  | 246  | 255  |

| 1866 | 1872 | 1876 | 1881 | 1886 | 1891 | 1896 | 1901 | 1906 |
| ---- | ---- | ---- | ---- | ---- | ---- | ---- | ---- | ---- |
| 210  | 200  | 202  | 208  | 224  | 236  | 217  | 216  | 182  |

| 1911 | 1921 | 1926 | 1931 | 1936 | 1946 | 1954 | 1962 | 1968 |
| ---- | ---- | ---- | ---- | ---- | ---- | ---- | ---- | ---- |
| 163  | 144  | 125  | 101  | 108  | 85   | 82   | 73   | 53   |

| 1975 | 1982 | 1990 | 1999 | 2006 | 2011 | 2016 | 2021 | 2022 |
| ---- | ---- | ---- | ---- | ---- | ---- | ---- | ---- | ---- |
| 46   | 40   | 34   | 38   | 44   | 51   | 42   | 40   | 40   |

## Lieux et monuments
Ce village frontalier a été édifié sur un éperon rocheux fermé par un mur très ancien. Un magnifique point de vue, derrière la chapelle Saint-Barthélémy, offre un panorama sur la vallée de Chameleux (Belgique). La chapelle date du XVIIIe siècle. On y trouve un maître-autel en bois peint et des retables latéraux de la même époque. Quelques pierres tombales anciennes devant l'église.Du côté belge, vestiges du relais établi sur la voie romaine de Reims à Trèves.
- Église Saint-Barthélemy de Williers.

## Héraldique
| Armes de Williers | Les armes de Williers se blasonnent ainsi : De sinople à la barre d’argent accompagnée en chef d’une tour d’or ouverte et ajourée du champ et en pointe d’un besant du même. |